# Маріанна Евелін Габріель Фейтфулл
Маріанна Евелін Габріель Фейтфулл (народилася як Маріан Евелін Фейтфулл 29 грудня 1946 року в Лондоні, Англія; померла 30 січня 2025 року в Лондоні) — британська співачка та актриса.

## Особисте життя
Протягом 1960-х років Фейтфулл мала стосунки як з чоловіками, так і з жінками.

## Дискографія
- Marianne Faithfull (1965)
- Come My Way (1965, у Великобританії)
- Go Away from My World (1965, в США)
- North Country Maid (1966, у Великобританії)
- Faithfull Forever (1966, в США)
- Love in a Mist (1967, у Великобританії)
- Dreamin' My Dreams (1976, перевидано Faithless в 1978)
- Broken English (1979)
- Dangerous Acquaintances (1981)
- A Child's Adventure (1983)
- Rich Kid Blues (1985, записано в 1971 )
- Strange Weather (1987)
- A Secret Life (1995)
- The Seven Deadly Sins (1998)
- Vagabond Ways (1999)
- Kissin Time (2002)
- Before the Poison (2005)
- Easy Come, Easy Go (2008)
- Horses and High Heels (2011)
- Give My Love to London (2014)
- Negative Capability (2018)
- She Walks in Beauty (2021)[10]

### Збірники
- Marianne Faithfull's Greatest Hits (1969)
- As Tears Go By (1980)
- The Very Best of Marianne Faithfull (1987)
- Marianne Faithfull's Greatest Hits (1987)
- This Little Bird (1993)
- Faithfull: A Collection of Her Best Recordings (1994)
- The Best of Marianne Faithfull (1999)
- It's All Over Now, Baby Blue (2000)
- True — The Collection (2000)
- Stranger On Earth: An Introduction to Marianne Faithfull (2001)
- The Best of Marianne Faithfull: The Millennium Collection (2003)
- Marianne Faithfull: The Collection (2005)